# Baie Windhond
La baie Windhond (en espagnol : bahía Windhond) est une baie située au sud de l'île Navarino, dans l'archipel de la Terre de Feu, dans la région de Magallanes et de l'Antarctique chilien, à l'extrême sud du Chili.
La baie Windhond s'ouvre sur la baie Nassau, plus vaste. Elle est délimitée par la pointe Courrejolles (à l'ouest) et la pointe Harvey (à l'est). 
Elle a été nommée d'après le Windhond (en néerlandais : lévrier), l'un des sept navire de l'expédition de l'amiral de la flotte de Nassau, Jacques L'Hermite, qui croise dans la région en 1624.
Un petit îlot, l'islote Lobos est situé au nord-est de la baie.
En octobre 1938, le Galvarino y découvre des restes du quatre-mâts barque, l’Admiral Karpfanger dont on était sans nouvelle depuis le mois de mars de la même année.